# Szymon Weirauch
Szymon Weirauch (ur. 5 marca 2004 w Wałbrzychu) – polski piłkarz występujący na pozycji bramkarza w polskim klubie Lechia Gdańsk.

## Kariera klubowa

### Zagłębie Lubin
Weirauch zadebiutował w rezerwach Zagłębia 24 października 2020 roku w wygranym 1:0 meczu z Lechią Zielona Góra.  W Ekstraklasie zadebiutował prawie trzy lata później, 23 lipca 2023 roku w wygranym 2:1 meczu z Ruchem Chorzów. W sezonie 2023/24 Weirauch rozegrał 26 spotkań, z czego dziewięć w podstawowym składzie.

### Lechia Gdańsk
19 czerwca 2024 roku ogłoszono jego transfer do innego klubu z najwyższej klasy rozgrywkowej, Lechii Gdańsk, za kwotę transferu wynoszącą podobno 1 mln zł. Po podpisaniu pięcioletniego kontraktu otrzymał numer 1 w kadrze. Weirauch po raz pierwszy wystąpił w barwach Lechii 23 sierpnia 2024 roku w przegranym 1:2 meczu u siebie z Rakowem Częstochowa.  

## Kariera reprezentacyjna

### Polska U-18
23 maja 2022 roku został powołany do reprezentacji Polski U-18. Zadebiutował 7 czerwca 2022 roku w meczu towarzyskim przeciwko Słowenii. Wszedł na boisko w 80. minucie zastepując Sławomira Abramowicza. Mecz zakończył się bezbramkowym remisem.

## Osiągnięcia

### Indywidualne
- Młodzieżowiec miesiąca Ekstraklasy: wrzesień 2024[13]

## Statystyki

### Klubowe
(aktualne na dzień 18 lutego 2025)
| Klub               | Sezon              | Liga               | Liga  | Liga   | Puchar kraju | Puchar kraju | Europa | Europa | Suma  | Suma   |
| Klub               | Sezon              | Liga               | Mecze | Bramki | Mecze        | Bramki       | Mecze  | Bramki | Mecze | Bramki |
| ------------------ | ------------------ | ------------------ | ----- | ------ | ------------ | ------------ | ------ | ------ | ----- | ------ |
| Zagłębie II Lubin  | 2020/21            | III liga gr. III   | 4     | 0      | –            | –            | –      | –      | 4     | 0      |
| Zagłębie II Lubin  | 2021/22            | III liga gr. III   | 16    | 0      | –            | –            | –      | –      | 16    | 0      |
| Zagłębie II Lubin  | 2022/23            | II liga            | 12    | 0      | –            | –            | –      | –      | 12    | 0      |
| Zagłębie II Lubin  | 2023/24            | II liga            | 17    | 0      | –            | –            | –      | –      | 17    | 0      |
| Ogólnie            | Ogólnie            | Ogólnie            | 49    | 0      | –            | –            | –      | –      | 49    | 0      |
| Zagłębie Lubin     | 2023/24            | Ekstraklasa        | 8     | 0      | 1            | 0            | –      | –      | 9     | 0      |
| Ogólnie            | Ogólnie            | Ogólnie            | 8     | 0      | 1            | 0            | –      | –      | 9     | 0      |
| Lechia Gdańsk      | 2024/25            | Ekstraklasa        | 11    | 0      | –            | –            | –      | –      | 11    | 0      |
| Ogólnie            | Ogólnie            | Ogólnie            | 11    | 0      | –            | –            | –      | –      | 11    | 0      |
| Ogólnie w karierze | Ogólnie w karierze | Ogólnie w karierze | 68    | 0      | 1            | 0            | –      | –      | 69    | 0      |

### Reprezentacyjne
(aktualne na dzień 5 lutego 2025)
| Reprezentacja | Rok     | Mecze | Bramki |
| ------------- | ------- | ----- | ------ |
| Polska U-18   |         |       |        |
| 2022          | 1       | 0     |        |
| Ogólnie       | Ogólnie | 1     | 0      |

| Mecze i gole w reprezentacji | Mecze i gole w reprezentacji | Mecze i gole w reprezentacji | Mecze i gole w reprezentacji | Mecze i gole w reprezentacji | Mecze i gole w reprezentacji | Mecze i gole w reprezentacji | Mecze i gole w reprezentacji |
| Lp.                          | Data                         | Miejsce                      | Gospodarz                    | Gość                         | Wynik                        | Gol                          | Rozgrywki                    |
| ---------------------------- | ---------------------------- | ---------------------------- | ---------------------------- | ---------------------------- | ---------------------------- | ---------------------------- | ---------------------------- |
| 1.                           | 07.06.2022                   | Słowenia                     | Polska U-18                  | Słowenia U-18                | 0:0                          |                              | Mecz towarzyski              |